# Milan Nestarec
Milan Nestarec (* duben 1988) je moravský vinař. Provozuje rodinné vinařství ve Velkých Bílovicích na Břeclavsku.
Vinařství se začal v roce 2001 věnovat jeho otec. První vinice vysázel v Moravském Žižkově, původně prodával jen hrozny a později sudové víno dalším vinařům. Rodina začínala s vinicemi o rozloze půl hektaru, v současné době (2021) hospodaří na 25 hektarech.
Milan Nestarec vystudoval vinařství na Mendelově univerzitě v Brně. Nabyté vědomosti ale přestal využívat poté, co v roce 2008 při cestě po Itálii a Slovinsku objevil víno pěstované ekologičtěji. Od roku 2009 začala firma víno lahvovat, kvůli jeho odlišné chuti však pocítila propad zájmu mezi zákazníky. To se opakovalo o pět let později, kdy Nestarec opustil metodu síření. Nestarec se však brání označování svých vín jako „naturálních“. Jsou totiž podle něj normální; jeho filozofie tkví v přístupu „nic do vína nepřidat a nic neodebrat“.
Většina produkce firmy se vyváží do zahraničí, víno Nestarec se prodává v 50 zemích světa.